# Akrotérion
Akrotérion (z řec. akrotés 'krajní, nejvyšší') nebo akroterium je ozdobný prvek řádové architektury, umístěný na vrcholku i krajích štítu chrámových budov, ale také na náhrobcích, stélách a podobně.

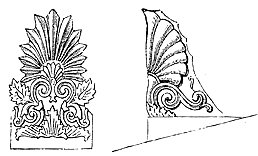
Akroterion vrcholové a rohové (1898)

## Užití

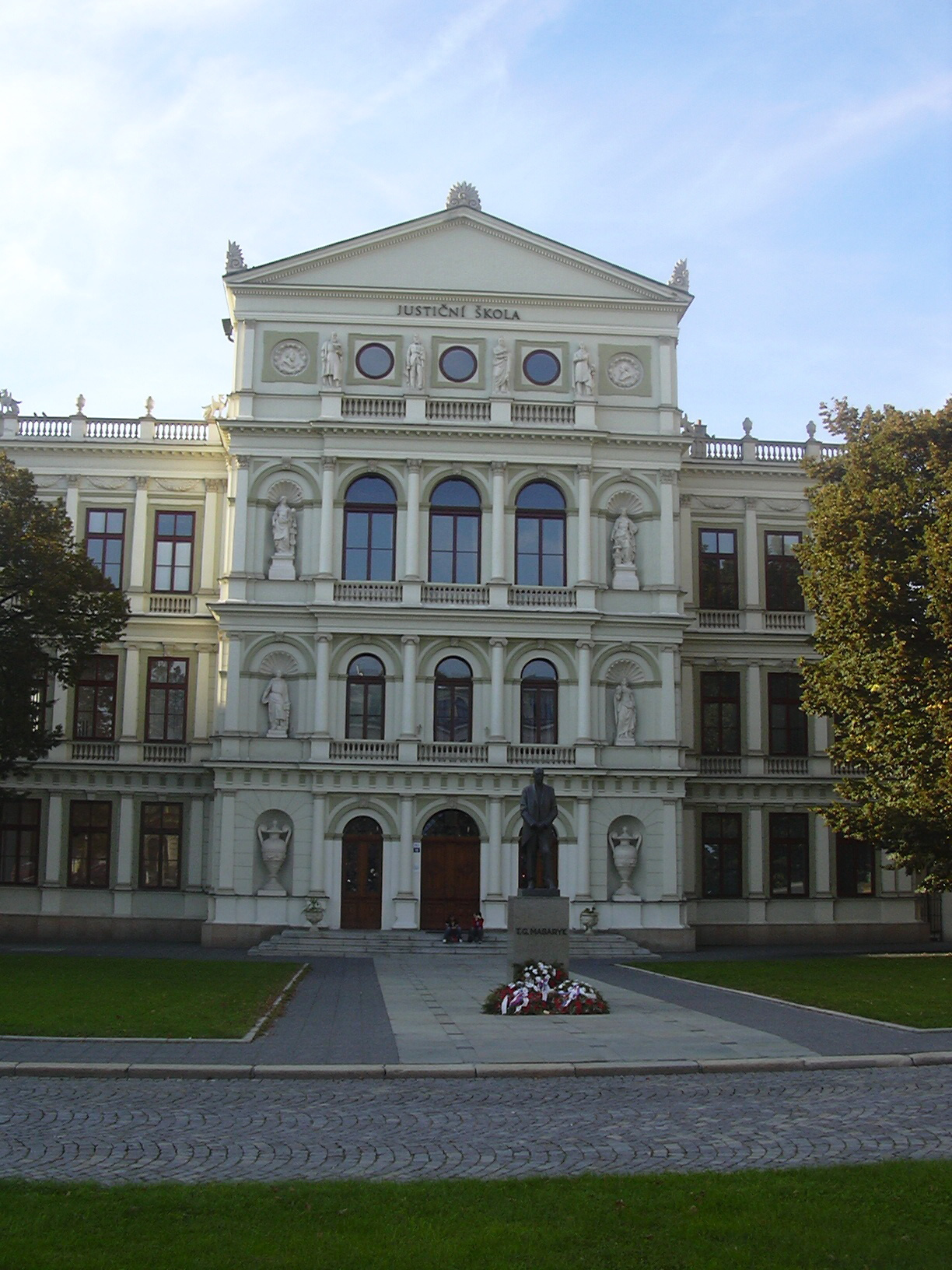
Akroteria na historizující budově školy (dnes Justiční akademie) v Kroměříži

V nejstarší době bylo z pálené a malované hlíny, později kamenné a většinou plasticky zdobené, například palmetou, maskaronem nebo rozvilinou. Funkci akrotéria mohly plnit i sochy. Užívalo se v klasickém starověku na průčelí chrámů a veřejných staveb, znovu se objevilo v renesanci a klasicismu, a to i na obytných domech a běžných stavbách. Na starověkých sarkofázích i klasicistických kamenných náhrobcích to mohou být jednoduché "rohy".